# Bactrocera tenuifascia
Bactrocera tenuifascia är en tvåvingeart som först beskrevs av May 1965.  Bactrocera tenuifascia ingår i släktet Bactrocera och familjen borrflugor. Inga underarter finns listade.